# Kim Yong-dae
Kim Yong-dae (* 11. Oktober 1979) ist ein ehemaliger südkoreanischer Fußballtorhüter.
Nach der Universitätszeit wechselte Kim nach Busan zu Busan I'Park, wo er 2004 den südkoreanischen Pokalwettbewerb gewann. 2006 holte ihn der südkoreanische Rekordmeister Ilhwa Chunma als Verstärkung ins Tor und prompt gelang in diesem Jahr ein weiterer Gewinn des Meistertitels. In den Jahren 2008 und 2009 musste er seinen Militärdienst ableisten und spielte für Gwangju Sangmu Phoenix. Anfang 2010 wechselte er zum FC Seoul, wo er die Meisterschaft 2010 und die Meisterschaft 2012 gewinnen konnte. In der Saison 2015 kam er seltener zum Einsatz und verließ den Klub Anfang 2016 zu Ulsan Hyundai. Dort beendete er Ende 2018 seine Karriere.
Für Südkorea spielte Kim Yong-dae bereits in der U20-Auswahl bei der Junioren-Weltmeisterschaft 1999 und stand auch bei den Olympischen Spielen 2000 in Australien im Tor der Olympiaauswahl. Im selben Jahr hatte er auch schon sein Debüt in der A-Nationalmannschaft gegeben. In den folgenden Jahren kam er dort zwar immer wieder zum Einsatz, konnte sich aber gegen ältere und erfahrenere Torwartkonkurrenten nicht durchsetzen. Bei der Fußball-Weltmeisterschaft 2002 im eigenen Land kam er nicht zum Zuge.
Zwischenzeitlich fiel Kim dann ganz aus dem Kader heraus und so war es eine Überraschung, dass er bei der Fußball-Weltmeisterschaft 2006 wieder im WM-Aufgebot Südkoreas stand. Als Nummer drei kam er aber erneut nicht zum Einsatz und beim Neuaufbau nach der WM bekam der Jüngere Kim Young-kwang seine Chance.

## Titel / Erfolge
- Südkoreanischer Meister 2006, 2010, 2012
- Südkoreanischer Pokalsieger 2004, 2015